# 스티븐 서직
스티븐 서직(영어: Stephen Surjik)는 캐나다의 텔레비전 연출가, 프로듀서이다. 미국 드라마 《번 노티스》, 《플래시포인트》, 《애로우: 어둠의 기사》, 《플래시》, 《데어데블》, 《제시카 존스》 등에서 일부 에피소드를 연출하였다.